# The SSE Hydro
OVO Hydro（オーヴォー・ハイドロ）はスコットランドのグラスゴーにある多目的アリーナで、2014年の英連邦大会に向けて建設された。

## 概要
OCO Hydroはスコティッシュ・イベントキャンパスに隣接し、名称は、多くの水力発電所(Hydro-power)を持つスポンサー企業のOVOエナジーに由来する。2013年6月8日には屋根から火災が発生した。消防当局は消防士40人が消火に当たった。2013年9月30日に落成した。
2014年の英連邦大会では体操競技などを開催。また同年にはMTV EMA、BBCスポーツ・パーソナリティ・オブ・ザ・イヤー授賞式が開催された。
2015年には当地で世界体操競技選手権が開催された。
2016年5月28日、リッキー・バーンズVSミケーレ・ディ・ロッコ戦で開場して初めてのボクシングの試合を行った。